# Глушков, Иван Николаевич
Иван Николаевич Глушков (1873—1916) — русский учёный, специалист в области бурения.

## Биография
Родился 11 (23) марта 1873 года в Усолье Пермской губернии. Окончил Пермское реальное училище. Также обучался в Санкт-Петербургском горном институте, но в связи с участием в революционной деятельности был выслан из столицы. Вернувшись в Пермскую губернию, работал на Кизеловском металлургическом заводе, угольных шахтах и других горных предприятиях Урала, производил разведку железных руд на реке Вишера. Во время командировки в Чердынь собрал великолепную геологическую и этнологическую коллекции, которые пожертвовал Пермскому научно-промышленному музею (ныне Пермский краеведческий музей). С 1897 года работал на нефтяных промыслах Баку, а с 1909-го — в Санкт-Петербургском горном институте.
По представлению командира полка, в котором после объявления войны 1914 года служил Глушков И. Н., он был удостоен ордена Св. Станислава 3-й степени с мечами. Скончался 3 (16) января 1916 в Ревеле.

## Научная деятельность
Глушков первым систематизировал и обобщил отечественный и зарубежный опыт бурения и эксплуатации нефтяных скважин. В 1909 году он составил первое в России «Руководство к бурению скважин», в котором наиболее полно и глубоко показаны все существовавшие на тот период способы бурения. Этот труд, опубликованный в 1904—1911 гг., стал главным в жизни учёного. За него Горный департамент, по представлению Русского технического общества, присудил Глушкову премию. В 1914 году, после ухода из Горного института, Глушков выпустил второе, переработанное издание своего труда.

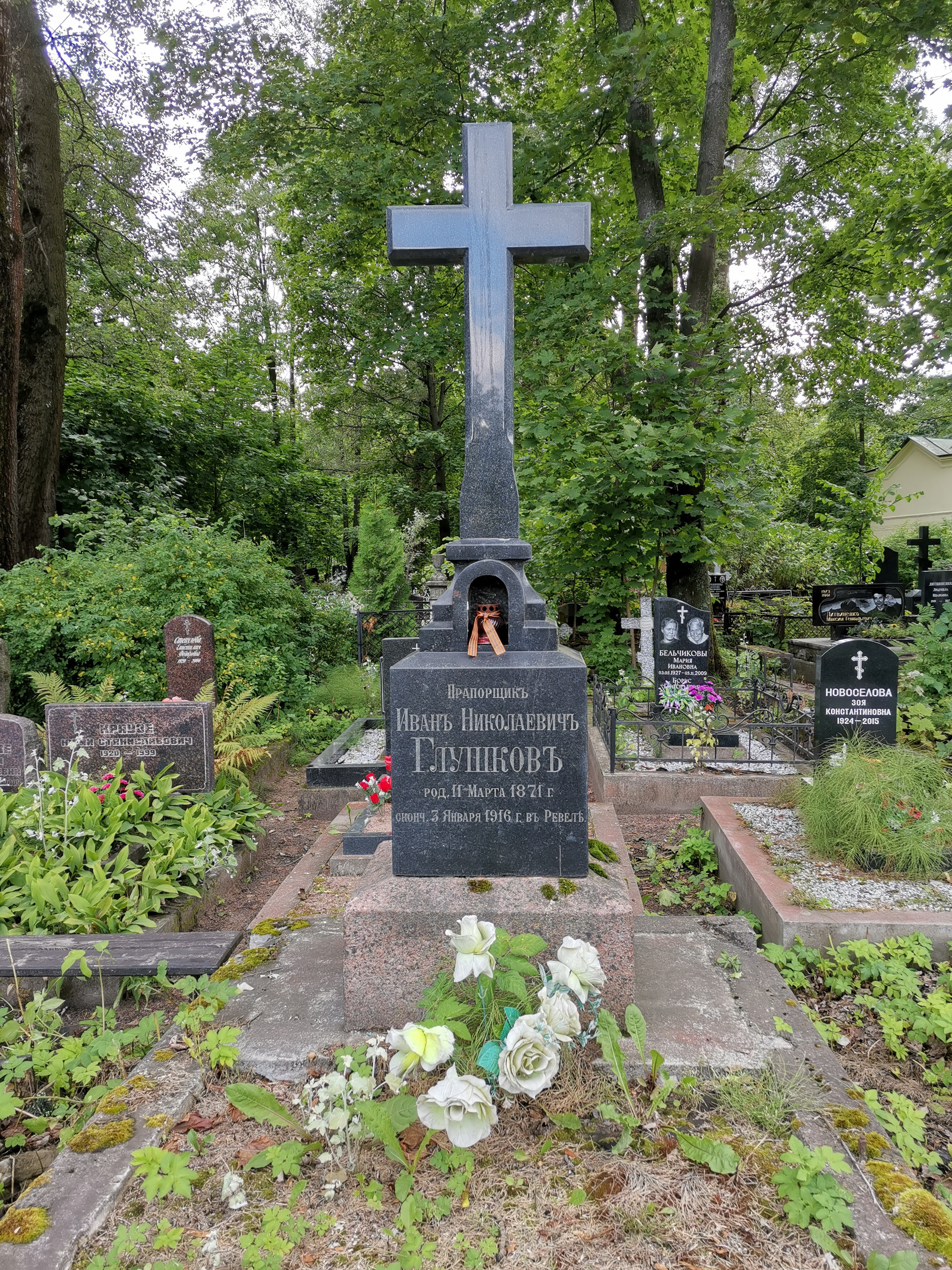
Памятник на Смоленском православном кладбище

Следующая по значимости работа учёного — «Эксплуатация буровых скважин». Она была издана в 1913-м и долгие годы являлась единственным руководством по этому вопросу.
Немало внимания Глушков уделял и вопросам этнографии. Так, в 1900 году был издан его очерк о чердынских вогулах.
Среди прочих работ учёного: «Немецко-русский словарь буровой техники» (1902), статья «Нефть в Уральской области» и др.

## Основные работы
- Эксплуатация буровых скважин. 2-е изд. — М.; П., 1923 (имеется биография и библиография И. Н. Глушкова).
- Руководство к бурению скважин. 2-е изд. — М.; Л., 1924—1925. — Т. 1—3.